# Østrigs demografi
I Østrig bor der pr. 1. januar 2008 8.334.325 indbyggere, hvilket er omkring 291.000 flere end ved den sidste folketælling i 2001. På grund af indvandring stiger indbyggertallet i Østrig støt, og i år 2050 forventes en befolkning på knap 9,5 mio. indbyggere, hvor også hovedstaden Wien forventes at passere 2 mio. indbyggere.

## Befolkningsudvikling og prognose
| Gennemsnitligt befolkningstal if. Statistik Austria | Gennemsnitligt befolkningstal if. Statistik Austria |
| Dato                                                | Indbyggere                                          |
| --------------------------------------------------- | --------------------------------------------------- |
| ca 1527                                             | 1.500.000                                           |
| ca 1600                                             | 1.800.000                                           |
| ca 1700                                             | 2.100.000                                           |
| 1754                                                | 2.728.000                                           |
| 1780                                                | 2.970.000                                           |
| 1790                                                | 3.046.000                                           |
| 1800                                                | 3.064.000                                           |
| 1810                                                | 3.054.000                                           |
| 1821                                                | 3.202.000                                           |
| 1830                                                | 3.476.500                                           |
| 1840                                                | 3.649.700                                           |
| 1850                                                | 3.879.700                                           |
| 1857                                                | 4.075.500                                           |
| 1870                                                | 4.520.000                                           |
| 1880                                                | 4.941.000                                           |
| 1890                                                | 5.394.000                                           |
| 1900                                                | 5.973.000                                           |
| 1910                                                | 6.614.000                                           |
| 1913                                                | 6.767.000                                           |
| 1919                                                | 6.420.000                                           |
| 1923                                                | 6.535.000                                           |
| 1930                                                | 6.684.000                                           |
| 1939                                                | 6.653.000                                           |
| 1951                                                | 6.935.000                                           |
| 1961                                                | 7.086.000                                           |
| 1971                                                | 7.500.000                                           |
| 1981                                                | 7.569.000                                           |
| 1988                                                | 7.697.000                                           |
| 1991                                                | 7.755.000                                           |
| 2001                                                | 8.043.000                                           |
| 2008                                                | 8.334.000                                           |

Østrig har talt civilbefolkningen siden 1754, men egentlige folketællinger er først påbegyndt i 1869, hvorefter de er fortsat med ti års mellemrum, kun afbrudt af de to verdenskrige. Den sidste folketælling fandt sted i 2001; herefter beregnes folketallet på baggrund af Østrigs centrale personregister (Zentrale Melderegister).
I det nuværende område af Østrig er befolkningstallet siden 1869/1870 frem til den sidste folketælling i Østrig-Ungarn i 1913 steget. Den store vækst i Østrigs-Ungarns befolkning frem til rigets kollaps i 1918 skyldtes først og fremmest vandringer internt fra rigets Kronlande til det nuværende Østrigs geografiske område.
Ved den første befolkningstælling i Østrig efter 1. verdenskrig var befolkningstallet faldet med omkring 347.000 personer, hvilket bl.a. kan tilskrives, at flere embedsmænd fra kronlandene var flyttet tilbage til deres oprindelige lande. Befolkningstallet steg herefter kontinuerligt frem til 1935, hvorefter det faldt frem til 1939, hvor den sidste tælling fandt sted inden 2. verdenskrigs udbrud. På det tidspunkt levede 6.653.000 personer i Østrig. Da man i 1946 opgjorde befolkningstallet som grundlag for udstedelse af rationeringskort var indbyggertallet på omkring 7 mio., hvilket var det på daværende tidspunkt højeste befolkningstal nogensinde. Dermed havde flygtningestrømmene til Østrig efter krigen mere end kompenseret for Østrig tab under krigen.
Frem til 1953 sank befolkningstallet til 6.928.000, idet flygtninge og deporterede folk flyttede tilbage til deres hjemlande. Herefter vente befolkningsudviklingen igen, idet Østrig udviste et betydeligt fødselsoverskud, og i 1974 nåede befolkningstallet en ny rekord på 7.599.000. Frem til 1987 faldt befolkningstallet en smule, hvorefter det steg mærkbart igen. En øget indvandring til Østrig har betydet et stærkt stigende befolkningstal frem til 2008, hvor befolkningstallet har passeret 8.334.000 indbyggere. Østrigs befolkning udgør omkring 1,7 pct. af EU's samlede befolkning.
I følge prognoser fra Østrigs Statistik vil fødsels- og dødstal være nogenlunde i balance de kommende 20 år, hvorefter fødselstallet forventes at ligge under dødstallet, hvilket vil føre til et højere aldersgennemsnit i befolkningen. Gennem indvandring forventes befolkningen imidlertid at vokse til omkring 9,5 mio. frem til 2050. Som det eneste forbundsland vil Wien have et aldersgennemsnit, der er lavere, og en befolkningsvækst, der er højere end landsgennemsnittet.

## Befolkningsbevægelser
Under industrialiseringen i midten af det 19. århundrede var der en stor indenlandsk indvandring fra primært Böhmen og Mähren til det nuværende østrigske område. Efter 1918 indtil 2. verdenskrig vandrede i hovedreglen årligt flere østrigere ud end der indvandrede udlændinge.
Undtagelser fra de traditionelle udvandringstendenser fra Østrig var indvandringsbølgerne fra Ungarn; første gang i 1920 som følge af politisk turbolens og senere i 1956 under Opstanden i Ungarn, samt indvandringen fra Tjekkoslovakiet i 1968 under Foråret i Prag. En anden undtagelse var den kortvarige indvandringstendens fra det Tyske Rige, da nationalsocialisterne i 1933 kom til magten og først og fremmest tvang jøder på flugt. I 1938 fik dette en ende med Østrigs Anschluss til Nazi-Tyskland.
Efter det store økonomiske opsving i Østrig i 1950'erne, hvor Østrig begyndte at blive et velhavende land, vendte vandringsstrømmen. Gæstearbejdere blev inviteret til landet, og senere oplevede Østrig en stor flygtningebølge fra det tidligere Jugoslavien under Jugoslavienskrigene. I de senere år har der endvidere været en større tilflytning af tyskere på grund af manglen på arbejdspladser i Tyskland. I 2007 var således godt 113.000 tyske statsborgere bosat i Østrig, hvilket gør dem til den tredjestørste udenlandske befolkningsgruppe efter serbere og tyrkere.
Der bor pr. 2007 godt 825.000 udlændinge i Østrig, hvilket svarer til 10 % af befolkningen. Langt den største gruppe udlændinge kommer fra det tidligere Jugoslavien, der udgør 2/3 af den udenlandske befolkning. Den næststørste gruppe er fra Tyrkiet med knap 109.000 indbyggere svarende til 13 % af indvandrerne.
Man anslår, at der lever omkring 250.000 etniske tyrkere i Østrig, hvis man medregner tyrkere, der har opnået østrigsk statsborgerskab. Det svarer til 3 % af Østrigs befolkning.

## Befolkningsstruktur

### Forventet levealder
Den gennemsnitlige forventede levealder i Østrig var i 2006 for kvinder 82 år og for mænd 77 år. Til sammenligning var den forventede levealder for kvinder i 1971 75 og for mænd 73. Børnedødeligheden er 0,36 %.

### Sprog
Efter kapitel 8 i Østrigs forfatning er tysk det officielle statssprog i Republikken Østrig. I Østrig tales og skrives en variant af sproget, der kaldes østrigsk tysk og er en variation af højtysk. Sproget adskiller sig ved visse ord og enkelte grammatiske former, der er anderledes end tysk. Visse ord adskiller sig helt fra hinanden og kan ikke umiddelbart gennemskues, f.eks. er det tyske ord for en pude ein Kissen, mens det på østrigsk hedder ein Polster. Særlig når det drejer sig om fødevarer og dermed menukort er der en del forskelle. Grammatisk viser forskellene sig f.eks. ved, at visse ord har forskelligt køn (f.eks. der Monat på tysk og das Monat på østrigsk tysk), ligesom hjælpeverber i østrigsk talesprog anvendes hyppigt (for at udtrykke datid siges f.eks. ich habe gesehen i stedet for ich sah og til at udtrykke perfektum, der har med kropslige handlinger at gøre bruges hjælpeverbet sein). I 1951 blev der udgivet en østrigsk ordbog initieret af det østrigske undervisningsministerium. Denne ordbog gælder som landets officielle referencebog og rangerer over den tyske nationalordbog Duden.
Det tyske sprog bliver talt i flere former indenfor de øvretyske (oberdeutsche) dialekter – primært den alemanniske dialekt (tales i Vorarlberg og den nordvestligste del af Tyrol) og den bayriske (tales i alle øvrige forbundslande). Syv millioner mennesker taler en mellem- eller sydbayrisk dialekt eller et sprog påvirket af denne dialekt.
Derudover tales slavisk og andre sprog fra oprindelige minoriteter. De gamle burgenlandkroatiske, slovenske og ungarske folkeslag i Østrig har ret til undervisning og kommunikation med offentlige myndigheder på deres modersprog. Burgenlandkroatisk og slovensk er officielt andet-sprog i den offentlige forvaltning og retssystemet i de områder i Steiermark, Burgenland og Kärnten, hvor der lever kroatiske eller slovenske befolkninggrupper. Endvidere er ungarsk et ligeberettiget sprog i kommunerne Oberpullendorf, Oberwart, Rotenturm og Unterwart i Burgenland.
Også det oprindelige romafolk taler deres eget sprog. Derudover lever omkring 35.000 af Jenischefolket i Østrig (som er et vandrefolk primært i Østrig, Tyskland, Schweiz og Frankrig), hvoraf ca. 3.500 lever som farende folk. Jenischefolket bosatte sig 1960'erne i en række områder i den østlige del af Østrig. De taler en variant af højtysk.

### Religion
I følge folketællingen fra 2001 er 73,6 % af befolkningen tilhængere af den romerskkatolske tro, 4,7 % bekender sig til den protestantiske tro, 4,2 % bekender sig til islam, mens 0,1 % bekender sig til den jødiske tro.
Islam, der siden 1912 har været en anerkendt trosretning, er dermed den største ikke-kristne trosretning i Østrig.

### Ligestilling mellem kønnene
Ligestillingen mellem mænd og kvinder er fastslået i den østrigske forfatning. Historisk betingede undtagelser er dog værnepligt, der kun gælder for mænd (mens militærtjeneste er frivillig for kvinder). Kvinder kan i Østrig gå fem år tidligere på pension end mænd. Den østrigske forfatningsdomstol har imidlertid udtalt, at denne praksis er i strid med lighedsgrundsætningen, og derfor er det besluttet, at kvinders pensionsalder trinvist frem til 2033 skal tilpasses mændenes, der i dag er ved 65 år. Gennemsnitslønnen er generelt lavere for kvinder end for mænd. Eurostat har opgjort, at kvinder i Østrig i gennemsnit tjener 73 % i forhold til mændenes lønninger. For Danmark er den tilsvarende andel 84. Kun 4 ud af 100 mænd udnytter muligheden for barselsorlov.